# 626 Notburga
A 626 Notburga egy a Naprendszer kisbolygói közül, amit August Kopff fedezett fel 1907. február 11-én.